# 黃向羣
黃向羣（1970年4月14日—），臺灣政治人物，曾任臺北農產運銷公司董事長、第10、12屆臺北市議會議員，臺北市人。
黃向羣曾參加民進黨在市議員大同區、中山區的初選失利，在2007年第二次參與民進黨初選，終於獲得代表民進黨參加市議員選舉的資格，並在同年當選臺北市議會第10屆市議員。
2010年，黃向羣投入臺北市第11屆大同區、中山區市議員連任選舉，在民進黨黨內評估過後，首次在該選區提名五席參選人。但是因為民進黨在該選區的總投票數不足以當選五人，導致問政向來走溫和派的黃向羣與李文英兩人雙雙落選。
2014年，黃向羣投入第十二屆臺北市議員選舉。最後在大同、中山區選區獲得16,248票，得票率8.22%。再度當選臺北市議員。
2017年12月11日「鏡周刊」報導：黃向羣勾結捷運局官員騙地案，在台北市廉政委員王小玉的追查下查出捷運局承辦人幫黃向羣撰寫、繕打同意書，由黃向羣拿去騙捷運萬大線的「捷七聯開案」地主，再由捷運局官員替黃向羣圓謊，配合其開發說法讓地主掉入圈套，之後黃向羣又向地主推薦自己家族的「廣朋建設」作規劃，收取PCM（管理顧問費）3%、6,500萬元。對此，黃向羣聲稱是為地主爭利。
2018年4月11日，民進黨台北市議員黨內初選民調中，新人陳怡君出線，黃向羣落馬。
2019年2月18日，北農下午舉行臨時董事會，通過新任董事長及總經理人選，分別由黃向羣、行政院農業委員會農業金融局副局長翁震炘接任。

## 家族
- 黃向羣出身政治世家，父親是前立法委員暨國策顧問黃天福，母親是前臺北市議員暨立法委員藍美津，伯父則為前民進黨主席暨創黨大老黃信介。舅舅藍世聰曾任台北市議員、臺北市民政局局長。